# Sinsinguéné
Sinsinguéné est une commune rurale située dans le département de Koubri de la province du Kadiogo dans la région Centre au Burkina Faso. En 2006, cette localité comptait 2 714 habitants dont 50,1 % de femmes.